# Гэрри, Иэн
Иэ́н Мача́до Гэ́рри (англ. Ian Machado Garry; род. 17 ноября 1997 года, Портмарнок, графство Фингал, Ирландия) — ирландский профессиональный боец смешанных единоборств, выступающий под эгидой Ultimate Fighting Championship в полусредней весовой категории. Бывший чемпион Cage Warriors в полусреднем весе. Занимает 6 строчку рейтинга UFC в полусреднем весе.

## Биография
Гэрри начал заниматься боксом в 10 лет, но после того, как Конор МакГрегор обратил внимание на ММА в Ирландии, — Иэн решил попробовать дзюдо, чтобы расширить навыки в смешанных единоборствах.
Он стал обладателем чёрного пояса по дзюдо в возрасте 18 лет и проучившись пару месяцев в университете — бросил учёбу, чтобы сосредоточиться на спорте.
Свой первый любительский поединок Гэрри провел сразу после того, как ему исполнилось 19 лет, а его дебют в профессионалах состоялся в 21 год.
7 декабря 2024 года боец столкнулся с сильной оппозицией в виде непобежденного 2-го номера полусреднего веса - Шавката Рахмонова. Казах выиграл бой единогласным решением судей, тем самым нанеся первое поражение в карьере Иэна.

## Титулы и достижения
- Ultimate Fighting Championship
  - «Выступление вечера» (один раз) против Дэниела Родригеса[4]

- Cage Warriors Fighting Championship
  - Чемпион Cage Warriors в полусреднем весе (один раз)

## Личная жизнь
26 февраля 2022 года Гэрри в Лас-Вегасе женился на спортивной журналистке Лэйле Анне-Ли, которая старше его на 14 лет. Перед июльским турниром UFC 276 Иэн взял себе второе имя Машадо в честь матери жены — бразильянки, «чтобы у первого сына Лэйлы и их детей были общие имена». Осенью того же года у пары родился сын, которого назвали Леандро Вегас.

## Статистика в профессиональном ММА
По данным Sherdog:
| Боёв 17  | Побед 16 | Поражений 1 |
| -------- | -------- | ----------- |
| Нокаутом | 7        | 0           |
| Сдачей   | 1        | 0           |
| Решением | 8        | 1           |

| Результат | Рекорд | Соперник        | Способ                               | Турнир                               | Дата             | Раунд | Время | Место                             | Примечание                                               |
| --------- | ------ | --------------- | ------------------------------------ | ------------------------------------ | ---------------- | ----- | ----- | --------------------------------- | -------------------------------------------------------- |
| Победа    | 16-1   | Карлос Пратес   | Единогласное решение                 | UFC on ESPN: Мачадо Гэрри vs. Пратес | 26 апреля 2025   | 5     | 5:00  | Канзас-Сити, Миссури, США         |                                                          |
| Поражение | 15-1   | Шавкат Рахмонов | Единогласное решение                 | UFC 310                              | 7 декабря 2024   | 5     | 5:00  | Лас-Вегас, Невада, США            |                                                          |
| Победа    | 15-0   | Майкл Пэйдж     | Единогласное решение                 | UFC 303                              | 30 июня 2024     | 3     | 5:00  | Лас-Вегас, Невада, США            |                                                          |
| Победа    | 14-0   | Джефф Нил       | Раздельное решение                   | UFC 298                              | 17 февраля 2024  | 3     | 5:00  | Анахайм, Калифорния, США          |                                                          |
| Победа    | 13-0   | Нил Магни       | Единогласное решение                 | UFC 292                              | 19 августа 2023  | 3     | 5:00  | Бостон, Массачусетс, США          |                                                          |
| Победа    | 12-0   | Дэниел Родригес | Технический нокаут (хэд-кик и удары) | UFC on ABC: Розенстрайк vs. Алмейда  | 13 мая 2023      | 1     | 2:57  | Шарлотт, Северная Каролина, США   | Выступление вечера                                       |
| Победа    | 11-0   | Сун Кэнань      | Технический нокаут (удары)           | UFC 285                              | 4 марта 2023     | 3     | 4:22  | Лас-Вегас, Невада, США            |                                                          |
| Победа    | 10-0   | Гейб Грин       | Единогласное решение                 | UFC 276                              | 2 июля 2022      | 3     | 5:00  | Лас-Вегас, Невада, США            |                                                          |
| Победа    | 9-0    | Дэриан Уикс     | Единогласное решение                 | UFC 273                              | 9 апреля 2022    | 3     | 5:00  | Джэксонвилл, Флорида, США         |                                                          |
| Победа    | 8-0    | Джордан Уильямс | Нокаут (удары)                       | UFC 268                              | 6 ноября 2021    | 1     | 4:59  | Нью-Йорк, США                     | Дебют в UFC                                              |
| Победа    | 7-0    | Джэк Грант      | Единогласное решение                 | Cage Warriors 125                    | 26 июня 2021     | 5     | 5:00  | Лондон, Англия, Великобритания    | Завоевал титул чемпиона Cage Warriors в полусреднем весе |
| Победа    | 6-0    | Ростем Акман    | Нокаут (хэд-кик)                     | Cage Warriors 121                    | 19 марта 2021    | 2     | 2:28  | Ливерпуль, Англия, Великобритания |                                                          |
| Победа    | 5-0    | Лоуренс Трейси  | Технический нокаут (удары и локти)   | Cage Warriors 119                    | 12 декабря 2020  | 1     | 4:02  | Лондон, Англия, Великобритания    |                                                          |
| Победа    | 4-0    | Джордж МакМанус | Технический нокаут (удары и хэд-кик) | Cage Warriors 115                    | 25 сентября 2020 | 2     | 3:17  | Манчестер, Англия, Великобритания |                                                          |
| Победа    | 3-0    | Матеуш Фиглак   | Технический удушающий приём (сзади)  | Cage Warriors 110                    | 9 ноября 2019    | 1     | 3:41  | Корк, Ирландия                    |                                                          |
| Победа    | 2-0    | Маттео Келья    | Технический нокаут (летящее колено)  | Cage Warriors: Unplugged 2           | 6 сентября 2019  | 2     | 1:01  | Лондон, Англия, Великобритания    |                                                          |
| Победа    | 1-0    | Джеймс Шихан    | Единогласное решение                 | Cage Warriors 101                    | 16 февраля 2019  | 3     | 5:00  | Ливерпуль, Англия, Великобритания | Дебют в профессиональном ММА                             |